# Мемориал «Жертвам фашизма» (Ериковский)
 Мемориал «Жертвам фашизма» — мемориальный комплекс в хуторе Ериковский в Дубовском районе Ростовской области.

## История
В годы Великой Отечественной войны, в 1942 году около хутора Ериковского фашисты создали лагерь для советских военнопленных.
Для уничтожения военнопленных около линии фронта немцы вначале создавали подвижные лагеря военнопленных, следующим этапом было создание постоянных пересыльных лагерей («Дулаги» — от немецкого «Durch lager») около железнодорожных станций, затем на территории Германии и стран-союзников создавали «Шталаги». Ериковский лагерь относился к «Дулагам». Это был «Дулаг-124», настоящий концентрационный лагерь.
Первых военнопленных немцы отправили на молочно-товарную ферму хутора сразу после оккупации. В хуторе началось строительство бараков. Военнопленные спали на нарах в два яруса, сделанных из прутьев, многие из-за нехватки мест находились на улице. Они же под конвоем вытаскивали мёртвых и сбрасывали их в общую могилу, размером 6 на 4 метра.
В лагере непрерывно топилась баня, где могли бы помыться военнопленные. Однако из бани никто не возвращался живым.
Немецкое начальство устраивало для себя развлечения —  надевали на пленника немецкую форму и травили его собаками, при этом собаки не трогали военнопленного, а если на пленном была советская военная форма — собаки бросались на него. Кормили узников горелым зерном, которое советские войска жгли, не успев вывезти. В сараях находилось от 200 человек, спать пленным иногда приходилось сидя или стоя. Один из бараков во время дождя рухнул, похоронив под собой всех пленников.
Командные посты в Ериковском концлагере занимали немцы, им подчинялись казаки, выходцы с Северного Кавказа, украинцы, латыши и др.
В декабре 1942 года немцы стали вывозить военнопленных. При отступлении пленных разбили на четыре части и погнали в посёлок Зимовники. Первого января 1943 года Дубовский район был освобожден от фашистов, слабых узников отправили в госпитали на лечение.
За все время существования лагеря в нем томилось около 18 тысяч человек. От пыток, истощения, непосильного труда и расстрелов в лагере ежедневно умирало 100—200 узников, всего же умерло и расстреляно около 5 тысяч человек, в том числе 46 жителей Дубовского района.
На месте захоронения военнопленных в лагере «Дулаг-124» в 1987 году был создан мемориал «Жертвам фашизма». Авторами монумента были ленинградские архитекторы М. Ш. Хададзе и Ю. А. Степанюка. Рядом с ним был заложен Парк памяти. Основой мемориала являются белые скульптуры трех узников, гладящих вверх. Рядом с ними сооружения концлагеря. Сбоку находятся вышки надзирателей. Мемориал огорожен забором и колючей проволокой. Около забора на плите сделан надпись: «1942. Памяти жертв концлагеря. Советским воинам».
Ежегодно на территории мемориала проводится митинг и легкоатлетический кросс, посвященный Дню Победы и памяти павших в годы войны".